# Emanuele Pirro
 Emanuele Pirro  va ser un pilot de curses automobilístiques italià que va arribar a disputar curses de la Fórmula 1.
Va néixer el 12 de gener del 1962 a Roma, Itàlia.
Fora de la F1 ha estat 5 vegades guanyador de les 24 hores de Le Mans als anys 2000, 2001, 2002, 2006 i 2007.

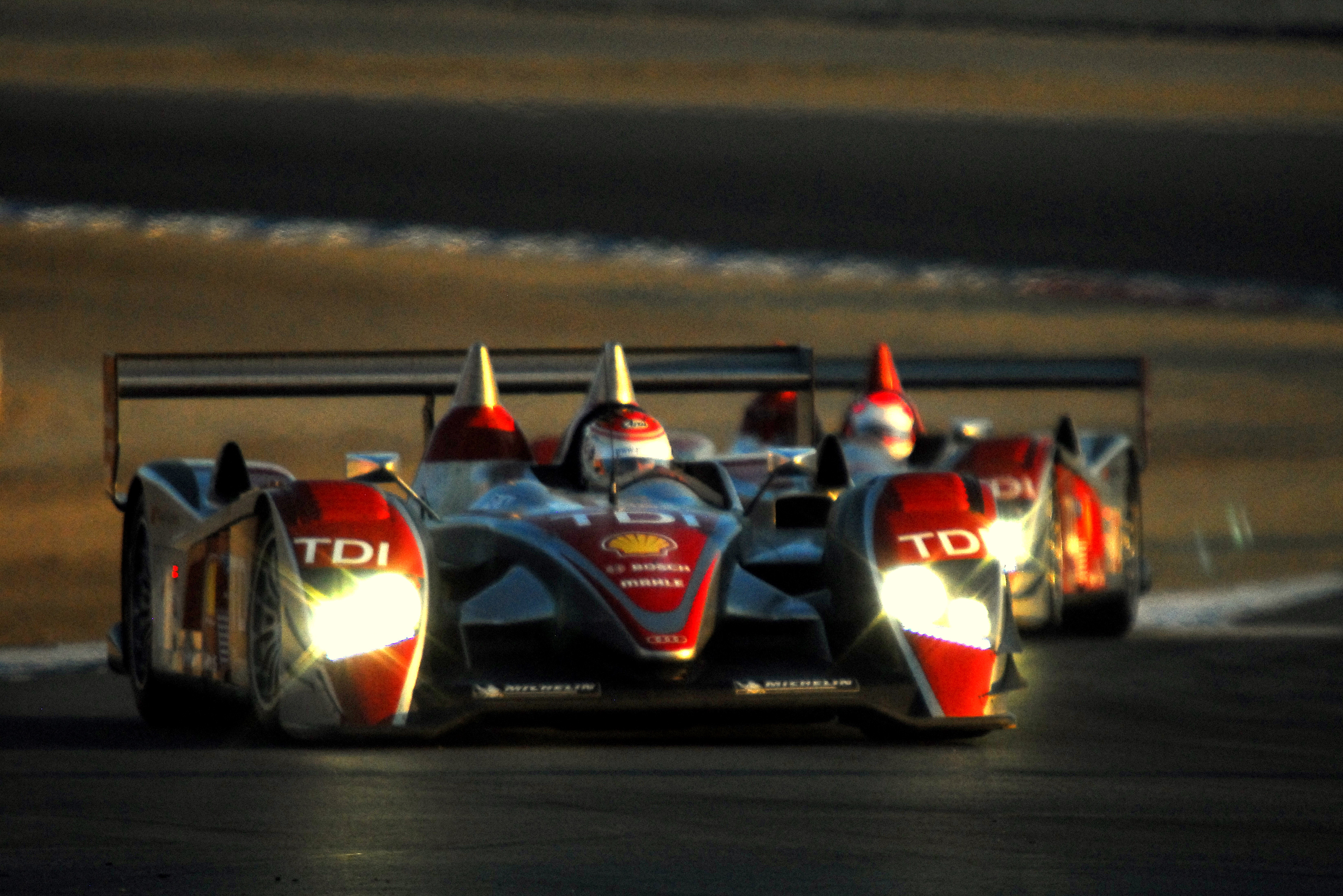
Pirro a les American Le Mans Series del 2008.

## A la F1
Emanuele Pirro va debutar a la setena cursa de la temporada 1989 (la 40a temporada de la història) del campionat del món de la Fórmula 1, disputant el 9 de juliol del 1989 el G.P. de França al circuit de Paul Ricard.
Va participar en un total de quaranta curses puntuables pel campionat de la F1, disputades en tres temporades consecutives (1989 - 1991), aconseguint una cinquena posició com millor classificació en una cursa i assolí tres punts pel campionat del món de pilots.

## Resultats a la Fórmula 1
| Any  | Equip                | Xassís      | Motor    | 1       | 2       | 3       | 4       | 5       | 6       | 7       | 8      | 9       | 10      | 11      | 12      | 13      | 14      | 15      | 16      | Posició | Punts |
| ---- | -------------------- | ----------- | -------- | ------- | ------- | ------- | ------- | ------- | ------- | ------- | ------ | ------- | ------- | ------- | ------- | ------- | ------- | ------- | ------- | ------- | ----- |
| 1989 | Benetton Formula Ltd | Benetton    | Cosworth | BRA     | SMR     | MON     | MEX     | USA     | CAN     | FRA 9   | GBR 11 |         |         |         |         |         |         |         |         | 23è     | 2     |
| 1989 | Benetton Formula Ltd | Benetton    | Cosworth |         |         |         |         |         |         |         |        | ALE Ret | HUN 8   | BEL 10  | ITA Ret | POR Ret | ESP Ret | JPN Ret | AUS 5   | 23è     | 2     |
| 1990 | Scuderia Italia      | BMS Dallara | Cosworth | USA Ret | BRA Ret | SMR Ret | MON Ret | CAN Ret | MEX Ret | FRA Ret | GBR 11 | ALE Ret | HUN 10  | BEL Ret | ITA Ret | POR 15  | ESP Ret | JPN Ret | AUS Ret | -       | 0     |
| 1991 | Scuderia Italia      | BMS Dallara | Judd     | USA Ret | BRA 11  | SMR NVQ | MON 6   | CAN 9   | MEX NVQ | FRA NVQ | GBR 10 | ALE 10  | HON Ret | BEL 8   | ITA 10  | POR 15  | ESP 15  | JPN Ret | AUS 7   | 18è     | 1     |

### Resum
| Curses: | Victòries: | Pòdiums: | Poles: | Voltes ràpides: | Punts: |
| ------- | ---------- | -------- | ------ | --------------- | ------ |
| 40 (37) | 0          | 0        | 0      | 0               | 3      |